# Hidișelu de Sus
Hidișelu de Susⓘ – wieś w Rumunii, w okręgu Bihor, w gminie Hidișelu de Sus. W 2011 roku liczyła 1080 mieszkańców.